# Elza Soares (álbum de 1974)
Elza Soares é um álbum de estúdio da cantora e compositora brasileira Elza Soares, lançado em 1974 pela Tapecar e com produção musical de Ed Lincoln.

## Antecedentes
Elza Soares lançou múltiplos álbuns durante quase 15 anos pela gravadora quatro álbuns pela gravadora Odeon. No entanto, nos últimos anos, a cantora se viu insatisfeita com a prioridade da gravadora no samba com a cantora Clara Nunes. O ápice da insatisfação se deu quando o repertório de um álbum de Elza foi transferido para Clara Nunes. Por isso, a cantora assinou com a Tapecar, pela qual lançou quatro álbuns entre 1974 e 1977, sendo Elza Soares o primeiro deles.

## Produção
Com produção musical e arranjos de Ed Lincoln, Elza Soares contou com músicas como "Bom dia, Portela", "Pranto Livre" e "Meia noite já é dia".
A capa do álbum, que traz Elza Soares em uma aparência com influência afro, tem influência do sucesso de Clara Nunes.

## Lançamento e recepção
| Críticas profissionais | Críticas profissionais |
| Avaliações da crítica  | Avaliações da crítica  |
| Fonte                  | Avaliação              |
| ---------------------- | ---------------------- |
| Notas Musicais         | [ 3 ]                  |

Elza Soares foi lançado em 1974 pela Tapecar, com o single "Não É Hora de Tristeza". Com cotação de 3,5 estrelas de 5, o crítico Mauro Ferreira afirmou que é o melhor trabalho da fase da cantora pela Tapecar, sobretudo "pela boa qualidade (de parte) do repertório".
Em meados de 1977, o álbum foi relançado na Espanha com o título Ritmos de Brasil e com créditos para Elza Soares e Ed Lincoln.[carece de fontes?]
Em abril de 2021, o álbum foi lançado nas plataformas digitais com distribuição da Deckdisc.

## Faixas
A seguir lista-se as faixas, compositores e durações de cada canção de Elza Soares:
| Lado A |                          |                                                   |         |  |
| N.º    | Título                   | Compositor(es)                                    | Duração |  |
| 1.     | "Bom Dia Portela"        | Bebeto de São João David Correa                   | 2:57    |  |
| 2.     | "Pranto Livre"           | Dida Everaldo da Viola                            | 3:34    |  |
| 3.     | "Não É Hora de Tristeza" | Lino Roberto Walter da Imperatriz Wilson Medeiros | 3:32    |  |
| 4.     | "Meia Noite Já é Dia"    | David Corrêa Norival Reis                         | 2:41    |  |
| 5.     | "Desabafo"               | Campo Nezinho Tatu                                | 2:35    |  |
| 6.     | "Partido Do Lê-Lê-Lê"    | Otilo Gomes                                       | 2:18    |  |

| Lado B |                      |                                       |         |  |
| N.º    | Título               | Compositor(es)                        | Duração |  |
| 1.     | "Deusa do Rio Niger" | Motorzinho Walter Norambê             | 2:51    |  |
| 2.     | "Quem Há De Dizer"   | Alcides Gonçalves Lupicínio Rodrigues | 3:02    |  |
| 3.     | "Louvei Maria"       | Elza Soares                           | 3:10    |  |
| 4.     | "Xamêgo De Crioula"  | Zé Di                                 | 2:39    |  |
| 5.     | "Falso Papel"        | Dário Marciano                        | 3:29    |  |
| 6.     | "Giringonça"         | Josealdo Fraga                        | 3:15    |  |